# جوي زاده
جوي زادَهْ . (ت. 954 هـ / 1547 م) هو قاض تركي الأصل والمنشأ، عربي الآثار. عاش زمن السلطان سليمان القانوني.
هو محمد بن الياس الحنفي الرومي، محيي الدين، المعروف بجوي زاده. ولي القضاء بمصر، فقضاء العساكر الأناضولية. ثم عين مفتياً بالقسطنطينية. أنكر على الشيخ محيي الدين ابن العربي بعض أقواله، فعزله السلطان من الإفتاء، فاشتغل بالتدريس. أعيد بعدها إلى القضاء في عساكر الروم ايلي، فمات فيها.
قال ابن العماد: «كان غزير العلم بالفقه والتفسير والأصول، مشاركاً في سائر العلوم، سيفاً من سيوف الحق قاطعاً».

## آثاره
من آثاره التي ذكرها الزركلي:
- «تعليقات» لم تشتهر.
- «فتاوي جوي زاده».
- «ميزان المدعيين في إقامة البينتين» رسالة في تحرير دعوى الملك، فقه.[2]